# Anomis albitibia
Anomis albitibia är en fjärilsart som beskrevs av Walker 1857. Anomis albitibia ingår i släktet Anomis och familjen nattflyn. Inga underarter finns listade i Catalogue of Life.